# The Haunted Curiosity Shop
The Haunted Curiosity Shop – brytyjski krótkometrażowy film z 1901 roku w reżyserii Waltera R. Bootha.